# Мартинка (река)
Мартинка (Голяма река) е река в Южна България – Област Стара Загора, общини Чирпан и Стара Загора и Област Хасково, община Димитровград, ляв приток на река Марица. Дължината ѝ е 55 km, която ѝ отрежда 77-о място сред реките на България.
Река Мартинка извира на 403 m н.в. под името Винаровска река от Чирпанските възвишения, на 2,7 km северозападно от село Винарово, община Чирпан. Тече в югоизточна посока в хълмистата част на Горнотракийската низина в плитка долина. Влива се отляво в река Марица на 87 m н.в., на 2,4 km югоизточно от центъра на село Брод, община Димитровград.
Площта на водосборния басейн на реката е 395 km2, което представлява 0,75% от водосборния басейн на Марица, а границите на басейна ѝ са следните:
- на югозапад – с водосборните басейни на Старата река и Меричлерска река, леви притоци на Марица;
- на североизток – с водосборния басейн на река Сазлийка, ляв приток на Марица;
- на изток – с водосборния басейн на река Арпадере, ляв приток на Марица.

Основни притоци: → ляв приток, ← десен приток
- → Ездачевска река
- ← Айдъндере
- → Козаревска река
- ← Синурдере

Реката е с дъждовно подхранване, като максимумът е в периода януари-май, а минимумът – юли-октомври. В миналото реката често е причинявала големи наводнения, поради което след село Странско коритото ѝ е коригирано с водозащитни диги.
Покрай течението на реката са разположени 10 села:
- Област Стара Загора

- Община Чирпан – Винарово, Малко Тръново, Димитриево;
- Община Стара Загора – Самуилово;
- Община Опан - Бял Извор

- Област Хасково

- Община Димитровград – Странско, Радиево, Голямо Асеново, Брод, Злато поле;

Водите на реката се използват за напояване.

## Топографска карта
- Лист от карта K-35-63. Мащаб: 1 : 100 000.
- Лист от карта K-35-64. Мащаб: 1 : 100 000.